# Chondrocladia (Chondrocladia) concrescens
Chondrocladia (Chondrocladia) concrescens is een sponssoort in de taxonomische indeling van de gewone sponzen (Demospongiae). De soort leeft op een diepte van ongeveer 3km. Het lichaam van de spons wordt ongeveer 50 cm lang, bestaat uit kiezelnaalden en sponginevezels en is in staat om veel water op te nemen. Het lichaam vormt pingpongbalvormige uiteinden die bedekt zijn met haakjes. 
De spons behoort tot het geslacht Chondrocladia en behoort tot de familie Cladorhizidae. De wetenschappelijke naam van de soort werd voor het eerst geldig gepubliceerd in 1880 door Schmidt.